# Форма (ботаніка)
Форма (лат. forma, множина formae) — внутрішньовидовий таксон у ботанічній номенклатурі, один із вторинних таксономічних рангів, нижчий від різновиду, який, у свою чергу, нижчий від виду. Абревіатура «f.» або повне слово «forma» ставиться перед внутрішньовидовим епітетом і не виділяється курсивом. Наприклад:
- Acanthocalycium spiniflorum f. klimpelianum або Acanthocalycium spiniflorum forma klimpelianum (Weidlich & Werderm.) Donald
- Crataegus aestivalis (Walter) Torr. & A.Gray var. cerasoides Sarg. f. luculenta Sarg. — повна класифікація рослини, що називається Crataegus aestivalis (Walter) Torr. & A.Gray f. luculenta Sarg.

Форма зазвичай позначає групу з помітним морфологічним відхиленням. Звичайна таксономічна практика полягає в тому, що особини, віднесені до форми, не обов’язково є близькими спорідненими (тобто, вони можуть не утворювати кладу). Наприклад, білоквіткові рослини видів, які зазвичай мають кольорові квіти, можна згрупувати та назвати, наприклад, «f. "alba "». Теоретично існує незліченна кількість форм, заснованих на незначних генетичних відмінностях, і, ймовірно, назву отримуватимуть лише деякі, що мають особливе значення.